# Conus africanus
Conus africanus е вид коремоного от семейство Conidae.

## Разпространение
Видът е разпространен в Ангола.